# Керби (Орегон)
Керби (енгл. Kerby) насељено је место без административног статуса у америчкој савезној држави Орегон.

## Демографија
По попису из 2010. године број становника је 595.
| Група             | 2000.    | 2010.       |
| Белци             | 0 (0,0%) | 514 (86,4%) |
| Афроамериканци    | 0 (0,0%) | 4 (0,7%)    |
| Азијати           | 0 (0,0%) | 1 (0,2%)    |
| Хиспаноамериканци | 0 (0,0%) | 29 (4,9%)   |
| Укупно            | 0        | 595         |